# チュレルペトン
チュレルペトン（Tulerpeton）はデボン紀後期に生息していた絶滅四肢動物。ロシアのトゥーラから四肢と肩帯、腹部の鱗、頭骨の断片の化石が発見された。学名は「トゥーラの這うもの」の意。
イクチオステガやアカントステガと同じく、最初期の四肢動物の一つである。

## 特徴
全長約50センチメートル。前後肢とも6本の指を持つ。足首などにイクチオステガ類同様のまだ歩行に最適化していない構造を残していたが、足自体はいくぶんほっそりしてきて後の炭竜類に類似した構造も持つようになり、また肩帯もより堅固になり、かなり陸上生活に適応できるようになっていた。またアカントステガではまだ残っていた鰓呼吸も失っていた。しかし筋肉のつき方は現在の水生有尾類に似た、歩行よりも泳ぎに向いているものだった。
堆積物から判断すると、他の初期四肢動物と違い生息地は海辺であったようだ。デボン紀の四肢動物はかなりの速度で、赤道沿いの世界各地に分布を広げていったが、本種のように海水に適応した種もその一翼を担ったと考えられる。